# Пенде Врисес
Пенде Врисес или Хаджи махала (на гръцки: Πέντε Βρύσες, катаревуса Πέντε Βρύσαι, Пенде Врисе, до 1927 година Χατζή Μαχαλέ, Хадзи махале) е село в Гърция, дем Лъгадина, област Централна Македония. В църковно отношение е част от Лъгадинската, Литийска и Рендинска епархия.

## География
Селото е разположено в южните поли на Богданската планина (Сухо планина, на гръцки Вертискос), северно от Лъгадина (Лангадас) и западно от Сухо (Сохос). В селото е разположена манастирът „Света Троица“.

## История

### В Османската империя
През XIX век Хаджи махала е турско село, числящо се към Лъгадинската каза на Османската империя. Към 1900 година според статистиката на Васил Кънчов („Македония. Етнография и статистика“) в Хаджи Махала живеят 80 души турци.

### В Гърция
След Междусъюзническата война Хаджи махала попада в Гърция. Боривое Милоевич пише в 1921 година („Южна Македония“), че Хаджи махала (Хаџи-Махала) има 60 къщи турци. През 20-те години мюсюлманското му население се изселва и в селото са настанени гърци бежанци. В 1927 година е прекръстено на Пенде Врисес, в превод Пет чешми. Според преброяването от 1928 година Пенде Врисес е чисто бежанско село с 39 бежански семейства и 131 души.